# Meletemata Botanica
Meletemata Botanica (abreviado Melet. Bot.) es un libro con ilustraciones y descripciones botánicas que fue escrito conjuntamente por Heinrich Wilhelm Schott y  Stephan Ladislaus Endlicher. Fue publicado en el año 1832.